# Tara Whitten
Tara Whitten (ur. 13 lipca 1980 w Toronto) – kanadyjska kolarka torowa i szosowa, brązowa medalistka olimpijska oraz pięciokrotna medalistka mistrzostw świata.

## Kariera
Specjalizuje się w konkurencji omnium. Startowała w igrzyskach olimpijskich w 2008 w Pekinie, zajmując 5. miejsce w tej konkurencji. W 2010 roku w Kopenhadze zdobyła dwa złote medale mistrzostw świata (w omnium i wyścigu punktowym), a rok wcześniej została wicemistrzynią w omnium. W 2011 w Apeldoorn zdobyła złoty medal w omnium.
Tara Whitten startuje również w biegach narciarskich, jest reprezentantką kraju w mistrzostwach świata i Pucharze Świata.